# یواس‌اس پرینستون (سی‌وی‌ال-۲۳)
یواس‌اس پرینستون (سی‌وی‌ال-۲۳) (به انگلیسی: USS Princeton (CVL-23)) یک کشتی بود که طول آن ۶۲۲٫۵ فوت (۱۸۹٫۷ متر) بود. این کشتی در سال ۱۹۴۲ ساخته شد.